# Vinogradi Ludbreški
Vinogradi Ludbreški (kajkavski Vinograci) je naselje u Republici Hrvatskoj, u sastavu Grada Ludbrega, Varaždinska županija.

## Stanovništvo
Prema popisu stanovništva iz 2001. godine, naselje je imalo 564 stanovnika te 191 obiteljskih kućanstava.

Prema popisu stanovništva 2011. godine naselje je imalo 648 stanovnika.
| broj stanovnika |       |       |       |       |       |       |       |       | 658   | 629   | 599   | 476   | 448   | 480   | 564   | 648   | 679   |
|                 | 1857. | 1869. | 1880. | 1890. | 1900. | 1910. | 1921. | 1931. | 1948. | 1953. | 1961. | 1971. | 1981. | 1991. | 2001. | 2011. | 2021. |